# حسن اهری

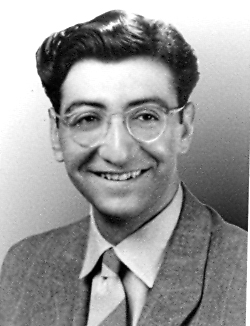
حسن اهری بنیانگذار مرکز طبی کودکان در ایران

حسن اهری (زاده ۱۳۰۱ اهر– درگذشته ۱۳۴۹)، پزشک ایرانی و بنیان‌گذار مرکز طبی کودکان، اولین بیمارستان تخصصی و فوق تخصصی کودکان در ایران، و همچنین از بنیان‌گذاران طب نوین اطفال در ایران است. وی از دوستان نزدیک محمد قریب، پزشک سرشناس ایرانی، بود.

## زندگی و فعالیت‌ها
در دوران تحصیل همواره از دانشجویان ممتاز بود و در سال ۱۳۴۴ موفق به دریافت تخصص بیماری‌های کودکان و کسب تجارب مفید در رشته آلرژی کودکان شد. وی پس از بازگشت به کشور در سال ۱۳۴۶ به رتبه استادی اطفال رسید. او به همراه محمد قریب از پایه‌گذاران طب اطفال در ایران بود. اهری در سال ۱۳۳۷ برای اولین بار ساخت بیمارستان مرکز طبی کودکان را پیشنهاد کرد و این ایده در سفری که به همراه محمد قریب برای شرکت در نهمین کنگره بین‌المللی بیماری‌های کودکان، به کانادا داشتند به وجود آمد. او اقدامات اولیه ساخت این بیمارستان را بر اساس کمک‌های خیریه در فروردین ۱۳۴۰ آغاز کرد و در این راه فرهاد و  قریب نیز نقش مهمی داشتند؛ ولی با توجه به این که با مبالغ خیریه به تنهایی امکان پرداخت هزینه‌ها وجود نداشت در نهایت دولت کمک به این طرح را مد نظر قرار داد و مسئولیت اجرای آن را نیز به خود اهری سپرد و سرانجام در سال ۱۳۴۷ پس از سال‌ها تلاش، این بیمارستان که اولین بیمارستان تخصصی و فوق تخصصی کودکان در ایران بود افتتاح شد. او همچنین همزمان با ساخت این بیمارستان جمعیت طرفداران مرکز طبی کودکان را نیز تشکیل دادند. اهری در سال ۱۳۴۹ و در پی ابتلا به یک بیماری حاد درگذشت.
اهری به اتفاق محمد قریب دو جلد کتاب به نام «مشکلات طب کودکان» منتشر کرد.